# Brad Ralph
Bradley „Brad“ Ralph (* 17. Oktober 1980 in Ottawa, Ontario) ist ein ehemaliger kanadischer Eishockeyspieler sowie derzeitiger -trainer und -funktionär, der im Verlauf seiner aktiven Karriere zwischen 1997 und 2009 unter anderem über 300 Spiele in der ECHL auf der Position des linken Flügelstürmers bestritten hat. Darüber hinaus absolvierte Ralph weitere 67 Partien in der American Hockey League (AHL) und stand einmal für die Phoenix Coyotes in der National Hockey League (NHL) auf dem Eis. Seit Sommer 2016 ist er als Cheftrainer und General Manager bei den Florida Everblades aus der ECHL angestellt.

## Karriere

### Spielerkarriere
Ralph begann seine Juniorenkarriere zunächst bei den Kanata Valley Lasers in der Central Junior A Hockey League (CJHL), wo er zwischen 1995 und 1997 spielte. Anschließend wechselte der Stürmer in die höherklassige Ontario Hockey League (OHL). Dort lief er zwischen 1997 und 2000 für die Oshawa Generals auf. Insgesamt absolvierte Ralph 210 Spiele für die Generals, in denen ihm 195 Scorerpunkte gelangen. Zudem wurde das Talent in dieser Zeit im NHL Entry Draft 1999 in der zweiten Runde an 53. Position von den Phoenix Coyotes aus der National Hockey League (NHL) ausgewählt.
Zur Saison 2000/01 wechselte der Kanadier in die Organisation der Phoenix Coyotes, wo er aber zumeist beim Farmteam, den Springfield Falcons, in der American Hockey League (AHL) eingesetzt wurde. Zudem absolvierte er in diesem Spieljahr seine einzige NHL-Partie für die Coyotes. In der Spielzeit 2001/02 stand der Offensivspieler für die Mississippi Sea Wolves, einem weiteren Kooperationspartner Phoenix’, in der East Coast Hockey League (ECHL) auf dem Eis. Aufgrund einer Schulterverletzung absolvierte er in dieser Saison aber nur 16 Partien. Im Spieljahr 2002/03 pendelte Ralph zwischen dem neuen ECHL-Farmteam Augusta Lynx und den Springfield Falcons in der AHL. Die Coyotes verlängerten den Vertrag ihrer einstigen Draftwahl über den Sommer 2003 hinaus nicht, und so schloss sich der Kanadier im Oktober 2003 als Free Agent den Dayton Bombers aus der ECHL an. Das Arbeitsverhältnis wurde aber nur einen Monat später nach 13 Einsätzen aufgelöst und Ralph wechselte für den Rest der Saison 2003/04 in die italienische Serie A1 zum HC Alleghe.
Für die Spielzeit 2004/05 folgte die Rückkehr nach Nordamerika, wo der Flügelspieler in den Columbia Inferno aus der ECHL einen neuen Arbeitgeber fand. Anschließend wechselte er wieder nach Europa, wo er die Saison 2005/06 bei AaB Ishockey in der dänischen Oddset Ligaen verbrachte. Mit dem Klub aus Aalborg wurde Ralph am Saisonende Vizemeister. Der Angreifer kehrte trotz des Erfolgs wieder zu den Columbia Inferno zurück, für die er in den folgenden beiden Spieljahren bis zum Sommer 2008 über 130 Begegnungen bestritt. Dabei sammelte er über 100 Scorerpunkte. Seine letzte Profisaison absolvierte der Kanadier in der Spielzeit 2008/09 bei Columbias Ligakonkurrenten Charlotte Checkers. Anschließend beendete der 28-Jährige seine aktive Karriere frühzeitig.

### Trainerkarriere
Ein Jahr nach seinem Rücktritt vom aktiven Sport begann Ralph als Trainer zu arbeiten. Zur Saison 2010/11 wurde er als Cheftrainer der neu gegründeten Augusta RiverHawks aus der Southern Professional Hockey League (SPHL) vorgestellt. Gleich in seinem ersten Jahr führte er das junge Franchise bis ins Meisterschaftsfinale, wo das Team allerdings den Mississippi Surge unterlag. Ralph selbst wurde am Saisonende als Trainer des Jahres der Liga ausgezeichnet. In der folgenden Spielzeit führte er die Mannschaft als punktbestes Team der regulären Saison in die Playoffs. Dort schieden die RiverHawks allerdings in der ersten Runde aus. Die Organisation trennte sich daher von Ralph, der in der Spielzeit 2012/13 aber bei den Idaho Steelheads aus der ECHL eine neue Anstellung fand. In den folgenden drei Jahren bis zum Sommer 2015 war er dort als Cheftrainer und Director of Hockey Operations in Personalunion aktiv. Danach war er im Spieljahr 2015/16 als Cheftrainer der Kelowna Rockets aus der Western Hockey League (WHL) tätig.
Zur Saison 2016/17 kehrte der Kanadier wieder in die ECHL zurück. Dort wurde er von den Florida Everblades – wie schon zuvor in Idaho – als Cheftrainer und Director of Hockey Operations engagiert. Im Jahr 2018 wurde Ralph als bester Trainer der Saison mit dem John Brophy Award ausgezeichnet. Die mehrjährige Arbeit bei den Everblades trug schließlich in den Jahren 2022 und 2023 Früchte, als das Team den Kelly Cup gewann. Vor der Spielzeit 2023/24 wurde Ralphs Funktionärsposten in den des General Managers umstrukturiert.

## Erfolge und Auszeichnungen
| - 1999 Teilnahme am CHL Top Prospects Game - 2006 Dänischer Vizemeister mit AaB Ishockey - 2011 SPHL Coach of the Year - 2018 John Brophy Award | - 2022 Kelly-Cup-Gewinn mit den Florida Everblades (als Cheftrainer) - 2023 Kelly-Cup-Gewinn mit den Florida Everblades (als Cheftrainer) - 2024 Kelly-Cup-Gewinn mit den Florida Everblades (als Cheftrainer) |

## Karrierestatistik
(Legende zur Spielerstatistik: Sp oder GP = absolvierte Spiele; T oder G = erzielte Tore; V oder A = erzielte Assists; Pkt oder Pts = erzielte Scorerpunkte; SM oder PIM = erhaltene Strafminuten; +/− = Plus/Minus-Bilanz; PP = erzielte Überzahltore; SH = erzielte Unterzahltore; GW = erzielte Siegtore; 1 Play-downs/Relegation; Kursiv: Statistik nicht vollständig)